# Поверка
Пове́рка средств измерений — совокупность операций, выполняемых в целях подтверждения соответствия средств измерений метрологическим требованиям.

## В России
В России поверочная деятельность в отношении попадающих под Государственный Метрологический Надзор средств измерения регламентирована Федеральным Законом от 26 июня 2008 года N 102-ФЗ «Об обеспечении единства измерений» и многими другими подзаконными актами. Этими документами поверка определяется как «совокупность операций, выполняемых в целях подтверждения соответствия средств измерений метрологическим требованиям» и далее «Правительством Российской Федерации устанавливается перечень средств измерений, поверка которых осуществляется только аккредитованными в установленном порядке в области обеспечения единства измерений государственными региональными центрами метрологии».
Ответственность за ненадлежащее выполнение поверочных работ и несоблюдение требований соответствующих нормативных документов несет соответствующий орган Государственной метрологической службы или юридическое лицо, метрологической службой которого выполнены поверочные работы.
Результаты поверки средств измерений подтверждаются сведениями о результатах поверки средств измерений, включенными в Федеральный информационный фонд по обеспечению единства измерений..

## Виды поверки

### По сроку
Межгосударственным советом по стандартизации, метрологии и сертификации (стран СНГ) установлены следующие виды поверки
- Первичная поверка — поверка, выполняемая после выпуска средства измерения из производства, а также после ремонта. По требованию может проводиться для средств измерений, импортируемых из-за границы, а также перед продажей.
- Периодическая поверка — поверка средств измерений, находящихся в эксплуатации или на хранении, выполняемая через установленные межповерочные интервалы времени.
- Внеочередная поверка — поверка средства измерений, проводимая до наступления срока его очередной периодической поверки. Выполняется в случаях, когда повреждены или сорваны пломбы (клейма) предыдущей поверки.
- Инспекционная поверка — поверка, проводимая органом государственной метрологической службы при проведении государственного надзора за состоянием и применением средств измерений.
- Экспертная поверка — проводится при возникновении разногласий по вопросам, относящимся к метрологическим характеристикам, исправности средств измерений и пригодности их к применению.

### По типу средств измерений
- Поверка счётчиков (воды, газа, света, давления)
- Поверка весов
- Поверка контрольно-кассовых аппаратов
- Поверка термометров

## Нормативная документация
1. ↑  ФЗ РФ № 102-ФЗ «Об обеспечении единства измерений.» от 26.06.2008
2. ↑  Постановление Правительства Российской Федерации от 20 апреля 2010 г. N 250 „О перечне средств измерений, поверка которых осуществляется только аккредитованными в установленном порядке в области обеспечения единства измерений государственными региональными центрами метрологии“. Дата обращения: 13 мая 2011. Архивировано 9 июля 2011 года.
3. ↑  Федеральный закон Российской Федерации от 26 июня 2008 г. N 102-ФЗ «Об обеспечении единства измерений» — Опубликовано в «РГ» — Федеральный выпуск № 4697 от 2 июля 2008 г. Дата обращения: 13 мая 2011. Архивировано 27 октября 2011 года.

- ПР 50.2.006-94 ГСИ. Порядок проведения поверки средств измерений (утратило силу)
- ПР 50.2.014-96 ГСИ. Правила проведения аккредитации метрологических служб юридических лиц на право поверки средств измерений (утратило силу)
- ПР 50.2.012-94 ГСИ. Порядок аттестации поверителей средств измерений
- ПР 50.2.007-94 ГСИ. Поверительные клейма (утратило силу)
- РМГ 29-99 ГСИ. Метрология. Основные термины и определения (утратило силу)
- Приказ Минпромторга России от 2 июля 2015 г. № 1815 «Об утверждении порядка проведения поверки средств измерений, требования к знаку поверки и содержанию свидетельства о поверке» (утратило силу)
- Приказ Министерства промышленности и торговли Российской Федерации от 31 июля 2020 г. N 2510 «Об утверждении порядка проведения поверки средств измерений, требований к знаку поверки и содержанию свидетельства о поверке» Архивная копия от 18 февраля 2022 на Wayback Machine